# Genoa-Rappresentanza Torino
L'amichevole Genoa-Rappresentanza Torino è considerata da molti come la prima partita di calcio in Italia tra giocatori di squadre diverse. In realtà, tale definizione non tiene conto di vari incontri svoltisi precedentemente, come i match dei campionati di calcio 1896 e 1897 patrocinati dalla Federazione Ginnastica d'Italia e amichevoli varie tra cui una partita disputatasi nel 1894 ad Alessandria fra una compagine locale e il Genoa, la sfida del 18 settembre 1895 tenutasi a Roma fra la Società Udinese di Ginnastica e Scherma e la Società Rodigina di Ginnastica Unione e Forza e un triangolare del 1º novembre 1897 fra Ginnastica Torino, Torinese e Internazionale Torino.
La sfida, giocata a Genova il giorno dell'epifania del 1898, vide il Genoa scontrarsi con una selezione formata da calciatori dell'Internazionale Torino e del Football Club Torinese, a cui si unì il genoano Fausto Ghigliotti. Venne designato come arbitro il reverendo Richard L. Douglas (vicepresidente del Genoa) e l'esibizione si giocò al Campo sportivo di Ponte Carrega di Genova alla presenza di 154 spettatori paganti e di 208 totali. L'incontro fu visto da un giovanissimo Vittorio Pozzo, allora tifoso della Torinese e futuro allenatore della Nazionale. Per poter assistere all'incontro Pozzo vendette alcuni libri di latino.

## I comunicati prima dell'incontro
(La Stampa e La Gazzetta dello Sport, 4 gennaio 1898)
(Il Caffaro, 4-5 gennaio 1898)
Referee: R.L. Douglas - Giudice: G. Blake - Tempista: G. Fawcus.
I signori della C. Colombo, mediante la presentazione della tessera sociale hanno diritto al ribasso dell'entrata del 50%.»
(Il Secolo XIX, 6 gennaio 1898)
Li accompagnino i nostri sinceri auguri.»
(La Gazzetta dello Sport, 7 gennaio 1898)

## Cronaca dell'incontro
(Il Caffaro, 7-8 gennaio 1898)
(Corriere Mercantile, 7 gennaio 1898)
(Gazzetta del Popolo, 7 gennaio 1898)
Componevano la squadra genovese che si dimostrò ben disciplinata i sig.: dottore J.R. Spensley, capitano - Ernesto De Galleani - J. Marshall - F. Read - G. Venturini - A. (E., sic) Pasteur - R. Leaver - Landasle Mackintosh - J. Chalmers - J. Tweedy - G. Wilkie.

Referee: L. Douglas - Giudice: G. Blake - Tempista: G.D. Fawcus»
(La Gazzetta dello Sport, 7 gennaio 1898 pag.3)

## Tabellino

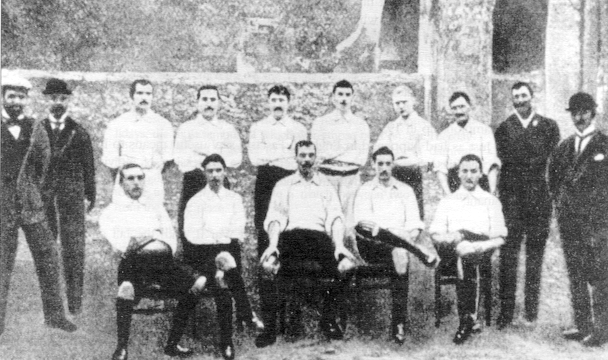
Il Genoa all'epoca in maglia bianca in una foto del 1898.

| Arbitro: | Richard L. Douglas |

| |            | |
| | Marcatori  | Savage                                                                                                  |
| Spensley (C) De Galleani J. Marshall Pasteur Venturini F. Reed Leaver Landasle Mackintosh J. Chalners J. Tweedy J. Wilkey | Formazioni | Beaton Cavalchini Beltrami Dobbie Ghigliotti Stevens Ferrero di Ventimiglia (C) Nasi Montù Bosio Savage |
| James Spensley | Allenatori | Edoardo Bosio                                                                                           |

## Spese per la partita
Spese per l'organizzazione dell'amichevole come sono riportate nel libro paga dell'epoca sono così suddivise:
| Voce                              | Lire   |
| --------------------------------- | ------ |
| 154 biglietti a lire 1            | 154    |
| 84 sedie numerate a lire 1        | 84     |
| 23 ingressi soci a metà prezzo    | 11,50  |
| 6 ingressi al signor Fawcus       | 6      |
| 5 ingressi al signor Gianello     | 5      |
| 12 ingressi al signor Blake       | 12     |
| 4 ingressi ai sigg. Grenet e Bown | 4      |
| 4 ingressi al signor Spensley     | 4      |
| Totale entrate                    | 280,50 |
| Tram                              | 2,90   |
| Permesso in carta bollata         | 7,20   |
| Lavori terreno                    | 13     |
| Lavori sul campo                  | 3      |
| Custode                           | 1      |
| Servizio polizia                  | 5      |
| Affitto sedie                     | 40     |
| Bigliettari                       | 40     |
| Taglio erba                       | 25     |
| Piccole spese                     | 2,40   |
| Timbro gomma                      | 5      |
| Al signor Perasso per orifiamme   | 18     |
| Rinfreschi                        | 1,45   |
| Sig. Blake, trasporto             | 1,45   |
| Fischietto                        | 2,50   |
| Biglietti                         | 13     |
| Al sig. Fawcus, segretario        | 3,40   |
| Totale uscite                     | 179,05 |

Il biglietto costava 1 lira e 50 centesimi i soci, 1 lira anche per l'affitto di una sedia e invece a carico degli atleti erano divise, albergo e trasferta con tram a cavalli a carico.